# Kégl György
Csalai Kégl György (Dánszentmiklós, 1822. március 22. – Velence, 1908. január 8.) magyar gazdálkodó, földbirtokos, országgyűlési képviselő.

## Életrajza
Tanulmányai végeztével gazdasági pályára lépett, 1847-től leginkább ezzel foglalkozott, nagy terjedelmű birtokain, kiterjedt haszonbérletein mintagazdaságot rendezett be. 1872-től a megyei törvényhatósági bizottság tagja, országgyűlési képviselő Fejér vármegye csákvári kerületének képviselőjeként. A Deák-párt, később a Szabadelvű Párt híve.  Érdemei elismeréséül csalai előnévvel magyar nemességet nyert I. Ferenc Józseftől. Kégl a Székesfehérváron létesítendő megyei közkórház céljaira százezer forintot adományozott. Halála után fia, Dezső vette át a csalai uradalom irányítását.
Székesfehérváron utcát neveztek el róla.